# 木連府
木連府，是明代雲南承宣布政使司下轄的一個府，元至正二十六年置木連路，洪武十五年三月為府，後廢，治所即今雲南孟連縣。